# 安德烈·希拉茨基
安德烈·希拉茨基（Andrej Sirácky，1900年12月9日－1988年9月29日）是斯洛伐克社会学家、哲学家、政治学家和共产党官员。

## 生平
1921年毕业于弗尔巴斯（Vrbas）的文法学校后，他申请进入查理大学学习哲学，并于1926年获得博士学位。
在布拉格学习期间，他结识了斯洛伐克左翼知识分子和学生，并成为“达夫”（DAV）集团的创始成员。完成学业后，他回到家乡伏伊伏丁那的彼得罗瓦茨（Petrovac），在那里断断续续地在斯洛伐克文理中学任教直至1941年。在第二次世界大战期间，他参与了斯洛伐克抵抗运动，并在布达佩斯被监禁。获释后，他短暂担任《斯洛伐克团结报》（Slovenská jednota）期刊的编辑。1948年8月，他移居斯洛伐克，开始在夸美纽斯大学工作，并于1953年至1955年期间担任该校校长。希拉茨基还在1955年至1961年期间担任斯洛伐克科学院主席。他相继获得了副教授和教授职称，并成为斯洛伐克科学院院士。他也是捷克斯洛伐克科学院院士。
1960年至1964年，他还是斯洛伐克民族议会成员，并在斯洛伐克共产党中担任职务，1971年至1976年期间是斯共中央委员会委员。他反对1968年布拉格之春期间捷克斯洛伐克的政治自由化运动，并在随后几年持正常化立场，公开反对党内的“右倾机会主义”。

## 著作
希拉茨基在捷克斯洛伐克代表马克思列宁主义哲学和社会学。他发表过关于历史唯物主义和伦理学的著作，并对资产阶级的人文主义概念和资产阶级哲学人类学进行了批判性研究。
部分著作选录：
- 《词语与思想的力量》(Sila slov a myšlienok)。彼得罗瓦茨，1943年
- 《垂死的文明》(Umierajúca civilizácia)。彼得罗瓦茨，1946年
- 《文化与道德》(Kultúra a mravnost')。布拉迪斯拉发，1949年。
- 《人类的教权法西斯意识形态》(Klérofašistická ideólogia ľudáctva)。布拉迪斯拉发，1955年。
- 《社会学与科学整合》(Sociológia a integrácia vied)。布拉迪斯拉发，1968年
- 《人的社会世界》(Sociálny svet človeka)。布拉迪斯拉发，1974年。